# アンティ・アンズ

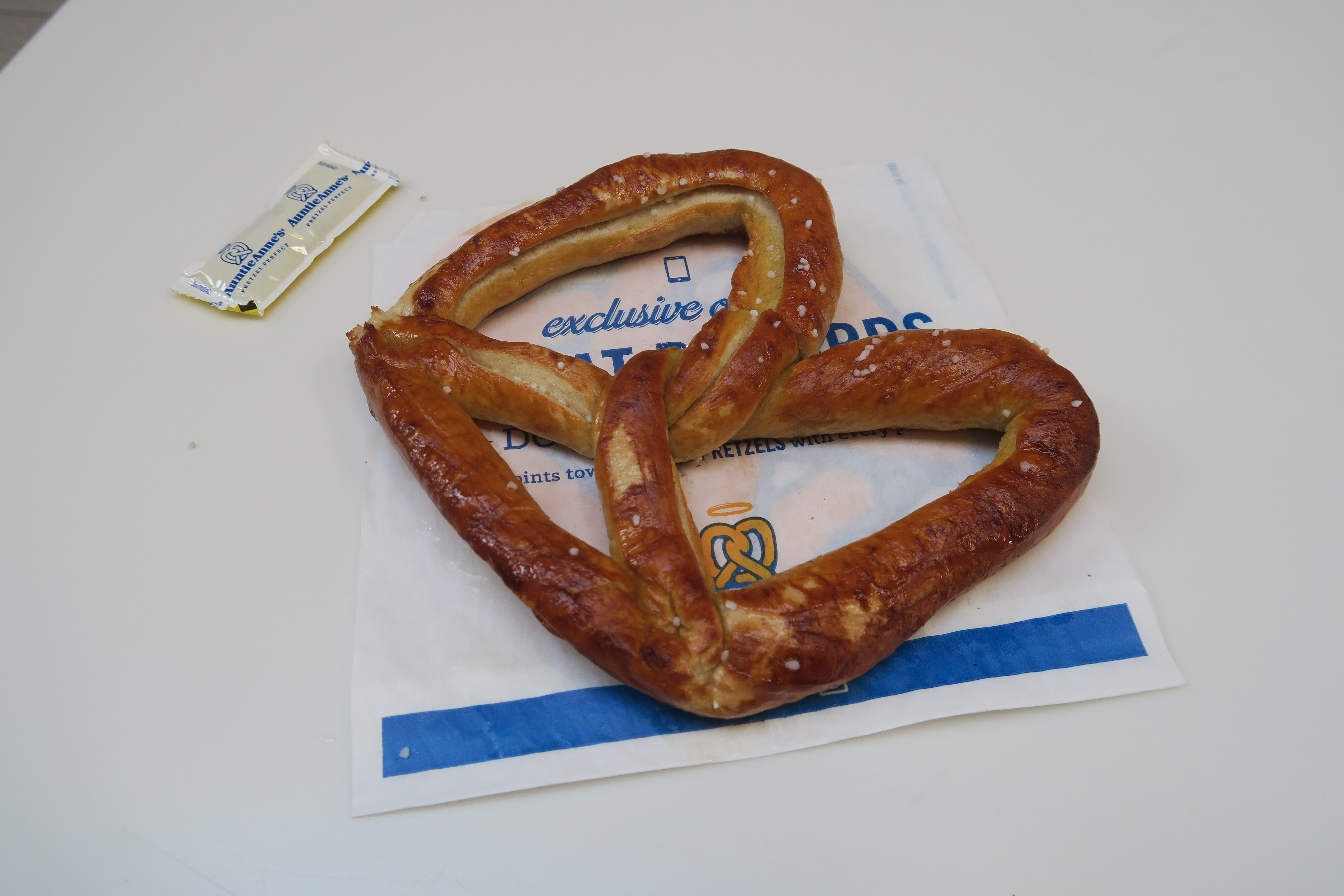
アンティ・アンのプレッツェル

アンティ・アンズ（英語：Auntie Anne's）とは、アメリカ合衆国ペンシルベニア州で1988年に創業したプレッツェルチェーン。

## 概要
世界23カ国1,000店舗以上を展開するプレッツェルチェーンで、プレッツェル店では最大手である。
- 1988年（昭和63年）アンティ・アンズ1号店がオープン。
- 1989年（平成元年）フランチャイズ展開を開始。
- 1991年（平成3年）12州で90店舗を展開。
- 1992年（平成4年）100店舗目をオープン。ペンシルバニア州のピッツバーグ国際空港に初の空港店舗をオープン。
- 1995年（平成7年）33州で334店舗を展開。駅構内の店舗にもオープン。インドネシアのジャカルタにアメリカ国外初の1号店をオープン。
- 2000年（平成12年）日本進出。
- 2003年（平成15年）海外店舗が100店に到達。
- 2009年（平成21年）世界での1,000店舗目がカリフォルニアでオープン。
- 2010年（平成22年）リヴァンプの出資により「アンティ・アンズ池袋東口店」をオープン[1]。

### 日本での展開

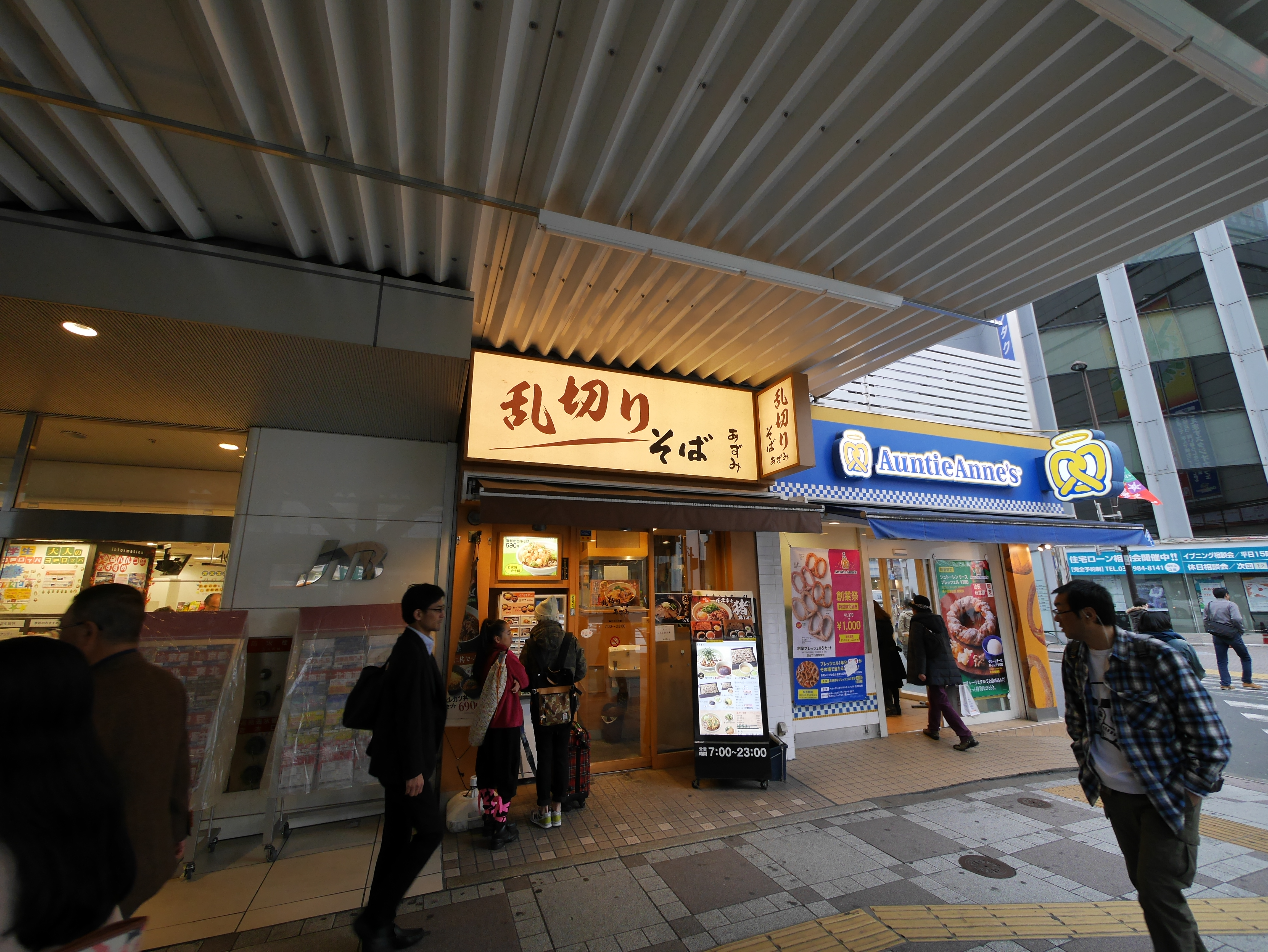
池袋東口店 (右)

日本では2000年3月17日、横浜市のモザイクモール港北に日本初の1号店をオープンした。しかし、当時は1999年に吉祥寺に上陸したシナボンが大ブームとなっていたためかアンティ・アンズの上陸は報道されることがなく全く話題にはならなかった。モザイクモール港北に続き南町田や関西にも店舗を広げたが数年で全店撤退した。その後2010年（平成22年）11月18日に再度日本（池袋）で開店した。再上陸時はテレビなどにも多数取り上げられ、行列のできる店となり販売個数制限が設けられた。シナボンやクリスピー・クリーム・ドーナツが上陸した時のように「日本初上陸」と話題になり大ブームとなったが、実際は2000年に上陸しているので「初上陸」というのは誤報である。これについて再上陸をした日本のアンティ・アンズを経営しているプレッツェルジャパン株式会社からの否定説明はされなかった。
なおこの「再上陸」一号店である池袋東口店は2016年1月12日に閉店した。その後2018年にかけてほぼすべての店舗が閉店し、2019年時点では富士急ハイランド内の一店舗のみとなっていたが、2020年未明に富士急ハイランド店も閉店した。

## 名前の由来
創業者のアン・F・ベイラーはアメリカ・ペンシルベニア州の市場でプレッツェルの他にもいろいろなスナックを売っていた。しかしプレッツェルの味に対する評判は悪く売り上げも良くなかった。創業者の夫であるジョナスと祖母とレシピをもとに、試行錯誤を重ね、プレッツェルを完成させた。 
「アンティ・アンズ」を設立。創業者のアンの名に「おばさん」を意味する「アンティ」をつけて誕生。